# Síró lappantyú
A síró lappantyú vagy amerikai lappantyú (Antrostomus vociferus) a madarak (Aves) osztályának a lappantyúalakúak (Caprimulgiformes) rendjéhez, ezen belül a lappantyúfélék (Caprimulgidae) családjához tartozó faj.

## Rendszerezése
A fajt Alexander Wilson amerikai ornitológus írta le 1836-ban, a Caprimulgus nembe Caprimulgus vociferus néven. A 19. század elejéig egy fajnak tartották a estifecskével, leírója az amerikai madártan atyja írta le külön fajként, és ő fedezte fel szakaszos vonulását is.

## Előfordulása
Kanadában és az Amerikai Egyesült Államokban fészkel, a telet Mexikó, Belize, Bermuda, Costa Rica, Kuba,  Guatemala, Honduras, Jamaica, Nicaragua, Panama, Salvador és Saint-Pierre és Miquelon területén tölti. Természetes élőhelyei a mérsékelt övi erdők és a szubtrópusi vagy trópusi lombhullató erdők. Vonuló faj.

## Megjelenése
Testhossza 22–27 centiméter, a hím testtömege 43–64 gramm, a tojóé 44–61 gramm, szárnyfesztávolsága 46-50 centiméter. Kinézete hasonló az estifecskéjéhez.
|  |

## Természetvédelmi helyzete
Az elterjedési területe rendkívül nagy, egyedszáma is nagy, viszont gyorsan csökken. A Természetvédelmi Világszövetség Vörös listáján mérsékelten fenyegetett fajként szerepel.